# Халилов, Хидир
Хидир Халилов (узб. Хидир Халилов; 1896 год — 25 мая 1983 года) — хлопковод, звеньевой колхоза имени Маленкова Джизакского района Самаркандской области, Узбекская ССР. Герой Социалистического Труда (1957). Депутат Верховного Совета Узбекской ССР.

## Биография
Родился в 1896 году в семье дехканина. До Октябрьской революции трудился батраком у зажиточных крестьян. В 1916 году участвовал в крестьянском восстании. После революции сражался против контрреволюционных сил, позднее участвовал в колхозном движении. В начале 1930-х годов одним из первых вступил в колхоз «Москва» (позднее — имени Маленкова) Джизакского района. Трудился рядовым колхозником, бригадиром полеводческой бригады. С 1942 года участвовал в Великой Отечественной войне, которую окончил в Берлине.
В 1945 году демобилизовался и возвратился в родной колхоз, где продолжил трудиться звеньевым хлопководческого звена.
В 1956 году звено Хидира Хибилова собрало высокий урожай хлопка-сырца. Указом Президиума Верховного Совета СССР от 11 января 1957 года «за выдающиеся успехи, достигнутые в деле развития советского хлопководства, широкое применение достижений науки и передового опыта в возделывании хлопчатника и получение высоких и устойчивых урожаев хлопка-сырца» удостоен звания Героя Социалистического Труда с вручением Ордена Ленина и золотой медали Серп и Молот.
Избирался депутатом Верховного Совета Узбекской ССР.
Скончался в мае 1983 года.